# Lijst van gemeenten in provincie Segovia

Gemeenten in Segovia

Een overzicht van gemeenten in de Spaanse provincie Segovia. In de eerste kolom staat het gemeentenummer, waarvan de eerste twee cijfers verwijzen naar de provincie met nummer 40000.
| ID     | Naam                                | Oppervlakte (km2) | Bevolkingsaantal (volkstelling 2001) | Dichtheid (inw/km) |
| ------ | ----------------------------------- | ----------------- | ------------------------------------ | ------------------ |
| 40.001 | Abades                              | 32                | 869                                  | 27                 |
| 40.002 | Adrada de Pirón                     | 11                | 52                                   | 5                  |
| 40.003 | Adrados                             | 16                | 196                                  | 12                 |
| 40.004 | Aguilafuente                        | 61                | 814                                  | 13                 |
| 40.005 | Alconada de Maderuelo               | 12                | 45                                   | 4                  |
| 40.006 | Aldealcorvo                         | 14                | 24                                   | 2                  |
| 40.007 | Aldealengua de Pedraza              | 35                | 93                                   | 3                  |
| 40.008 | Aldealengua de Santa María          | 20                | 71                                   | 4                  |
| 40.009 | Aldeanueva de la Serrezuela         | 20                | 41                                   | 2                  |
| 40.010 | Aldeanueva del Codonal              | 22                | 210                                  | 10                 |
| 40.012 | Aldea Real                          | 25                | 378                                  | 15                 |
| 40.013 | Aldeasoña                           | 19                | 95                                   | 5                  |
| 40.014 | Aldehorno                           | 12                | 71                                   | 6                  |
| 40.015 | Aldehuela del Codonal               | 13                | 50                                   | 4                  |
| 40.016 | Aldeonte                            | 21                | 96                                   | 5                  |
| 40.017 | Anaya                               | 15                | 132                                  | 9                  |
| 40.018 | Añe                                 | 12                | 126                                  | 11                 |
| 40.019 | Arahuetes                           | 16                | 52                                   | 3                  |
| 40.020 | Arcones                             | 32                | 228                                  | 7                  |
| 40.021 | Arevalillo de Cega                  | 12                | 42                                   | 4                  |
| 40.022 | Armuña                              | 46                | 257                                  | 6                  |
| 40.024 | Ayllón                              | 127               | 1233                                 | 10                 |
| 40.025 | Barbolla                            | 26                | 215                                  | 8                  |
| 40.026 | Basardilla                          | 19                | 106                                  | 6                  |
| 40.028 | Bercial                             | 21                | 120                                  | 6                  |
| 40.029 | Bercimuel                           | 12                | 84                                   | 7                  |
| 40.030 | Bernardos                           | 29                | 700                                  | 24                 |
| 40.031 | Bernuy de Porreros                  | 9                 | 359                                  | 40                 |
| 40.032 | Boceguillas                         | 42                | 588                                  | 14                 |
| 40.033 | Brieva                              | 14                | 73                                   | 5                  |
| 40.034 | Caballar                            | 17                | 94                                   | 6                  |
| 40.035 | Cabañas de Polendos                 | 26                | 118                                  | 5                  |
| 40.036 | Cabezuela                           | 35                | 713                                  | 20                 |
| 40.037 | Calabazas de Fuentidueña            | 15                | 65                                   | 4                  |
| 40.039 | Campo de San Pedro                  | 38                | 358                                  | 9                  |
| 40.040 | Cantalejo                           | 79                | 3462                                 | 44                 |
| 40.041 | Cantimpalos                         | 26                | 1284                                 | 49                 |
| 40.043 | Carbonero el Mayor                  | 66                | 2391                                 | 36                 |
| 40.044 | Carrascal del Río                   | 31                | 197                                  | 6                  |
| 40.045 | Casla                               | 18                | 151                                  | 8                  |
| 40.046 | Castillejo de Mesleón               | 27                | 143                                  | 5                  |
| 40.047 | Castro de Fuentidueña               | 20                | 83                                   | 4                  |
| 40.048 | Castrojimeno                        | 18                | 42                                   | 2                  |
| 40.049 | Castroserna de Abajo                | 13                | 50                                   | 4                  |
| 40.051 | Castroserracín                      | 21                | 47                                   | 2                  |
| 40.052 | Cedillo de la Torre                 | 24                | 123                                  | 5                  |
| 40.053 | Cerezo de Abajo                     | 20                | 175                                  | 9                  |
| 40.054 | Cerezo de Arriba                    | 49                | 208                                  | 4                  |
| 40.065 | Chañe                               | 35                | 700                                  | 20                 |
| 40.055 | Cilleruelo de San Mamés             | 10                | 47                                   | 5                  |
| 40.056 | Cobos de Fuentidueña                | 14                | 61                                   | 4                  |
| 40.057 | Coca                                | 99                | 1921                                 | 19                 |
| 40.058 | Codorniz                            | 64                | 463                                  | 7                  |
| 40.059 | Collado Hermoso                     | 16                | 154                                  | 10                 |
| 40.060 | Condado de Castilnovo               | 24                | 114                                  | 5                  |
| 40.061 | Corral de Ayllón                    | 18                | 100                                  | 6                  |
| 40.902 | Cozuelos de Fuentidueña             | 16                | 188                                  | 12                 |
| 40.062 | Cubillo                             | 21                | 40                                   | 2                  |
| 40.063 | Cuéllar                             | 273               | 9230                                 | 34                 |
| 40.905 | Cuevas de Provanco                  | 38                | 196                                  | 5                  |
| 40.068 | Domingo García                      | 18                | 48                                   | 3                  |
| 40.069 | Donhierro                           | 17                | 106                                  | 6                  |
| 40.070 | Duruelo                             | 17                | 140                                  | 8                  |
| 40.076 | El Espinar                          | 205               | 6353                                 | 31                 |
| 40.071 | Encinas                             | 18                | 68                                   | 4                  |
| 40.072 | Encinillas                          | 8                 | 82                                   | 10                 |
| 40.073 | Escalona del Prado                  | 32                | 570                                  | 18                 |
| 40.074 | Escarabajosa de Cabezas             | 16                | 383                                  | 24                 |
| 40.075 | Escobar de Polendos                 | 40                | 252                                  | 6                  |
| 40.077 | Espirdo                             | 26                | 277                                  | 11                 |
| 40.078 | Fresneda de Cuéllar                 | 12                | 237                                  | 20                 |
| 40.079 | Fresno de Cantespino                | 63                | 274                                  | 4                  |
| 40.080 | Fresno de la Fuente                 | 18                | 74                                   | 4                  |
| 40.081 | Frumales                            | 28                | 187                                  | 7                  |
| 40.082 | Fuente de Santa Cruz                | 18                | 184                                  | 10                 |
| 40.083 | Fuente el Olmo de Fuentidueña       | 31                | 143                                  | 5                  |
| 40.084 | Fuente el Olmo de Íscar             | 8                 | 89                                   | 11                 |
| 40.086 | Fuentepelayo                        | 31                | 954                                  | 31                 |
| 40.087 | Fuentepiñel                         | 12                | 172                                  | 14                 |
| 40.088 | Fuenterrebollo                      | 36                | 412                                  | 11                 |
| 40.089 | Fuentesaúco de Fuentidueña          | 26                | 307                                  | 12                 |
| 40.091 | Fuentesoto                          | 30                | 171                                  | 6                  |
| 40.092 | Fuentidueña                         | 51                | 144                                  | 3                  |
| 40.093 | Gallegos                            | 22                | 97                                   | 4                  |
| 40.094 | Garcillán                           | 22                | 368                                  | 17                 |
| 40.095 | Gomezserracín                       | 30                | 713                                  | 24                 |
| 40.097 | Grajera                             | 13                | 107                                  | 8                  |
| 40.099 | Honrubia de la Cuesta               | 21                | 68                                   | 3                  |
| 40.100 | Hontalbilla                         | 38                | 390                                  | 10                 |
| 40.101 | Hontanares de Eresma                | 6                 | 185                                  | 31                 |
| 40.104 | Ituero y Lama                       | 13                | 90                                   | 7                  |
| 40.105 | Juarros de Riomoros                 | 14                | 67                                   | 5                  |
| 40.106 | Juarros de Voltoya                  | 22                | 275                                  | 13                 |
| 40.107 | Labajos                             | 21                | 140                                  | 7                  |
| 40.108 | Laguna de Contreras                 | 19                | 155                                  | 8                  |
| 40.112 | La Lastrilla                        | 9                 | 2000                                 | 222                |
| 40.113 | La Losa                             | 28                | 393                                  | 14                 |
| 40.125 | La Matilla                          | 8                 | 110                                  | 14                 |
| 40.109 | Languilla                           | 27                | 127                                  | 5                  |
| 40.110 | Lastras de Cuéllar                  | 65                | 530                                  | 8                  |
| 40.111 | Lastras del Pozo                    | 33                | 80                                   | 2                  |
| 40.103 | Los Huertos                         | 17                | 156                                  | 9                  |
| 40.115 | Maderuelo                           | 94                | 155                                  | 2                  |
| 40.903 | Marazoleja                          | 26                | 160                                  | 6                  |
| 40.118 | Marazuela                           | 15                | 77                                   | 5                  |
| 40.119 | Martín Miguel                       | 15                | 201                                  | 13                 |
| 40.120 | Martín Muñoz de la Dehesa           | 18                | 199                                  | 11                 |
| 40.121 | Martín Muñoz de las Posadas         | 46                | 446                                  | 10                 |
| 40.122 | Marugán                             | 29                | 387                                  | 13                 |
| 40.123 | Matabuena                           | 21                | 243                                  | 12                 |
| 40.124 | Mata de Cuéllar                     | 20                | 327                                  | 16                 |
| 40.126 | Melque de Cercos                    | 19                | 106                                  | 6                  |
| 40.127 | Membibre de la Hoz                  | 16                | 71                                   | 4                  |
| 40.128 | Migueláñez                          | 19                | 168                                  | 9                  |
| 40.129 | Montejo de Arévalo                  | 36                | 263                                  | 7                  |
| 40.130 | Montejo de la Vega de la Serrezuela | 28                | 194                                  | 7                  |
| 40.131 | Monterrubio                         | 26                | 75                                   | 3                  |
| 40.132 | Moral de Hornuez                    | 33                | 92                                   | 3                  |
| 40.134 | Mozoncillo                          | 43                | 1061                                 | 25                 |
| 40.135 | Muñopedro                           | 87                | 394                                  | 5                  |
| 40.136 | Muñoveros                           | 19                | 207                                  | 11                 |
| 40.138 | Nava de la Asunción                 | 83                | 2624                                 | 32                 |
| 40.139 | Navafría                            | 30                | 364                                  | 12                 |
| 40.140 | Navalilla                           | 21                | 131                                  | 6                  |
| 40.141 | Navalmanzano                        | 33                | 1135                                 | 34                 |
| 40.142 | Navares de Ayuso                    | 15                | 93                                   | 6                  |
| 40.143 | Navares de Enmedio                  | 25                | 184                                  | 7                  |
| 40.144 | Navares de las Cuevas               | 19                | 30                                   | 2                  |
| 40.145 | Navas de Oro                        | 62                | 1465                                 | 24                 |
| 40.904 | Navas de Riofrío                    | 15                | 287                                  | 19                 |
| 40.146 | Navas de San Antonio                | 69                | 295                                  | 4                  |
| 40.148 | Nieva                               | 34                | 350                                  | 10                 |
| 40.149 | Olombrada                           | 67                | 790                                  | 12                 |
| 40.150 | Orejana                             | 21                | 92                                   | 4                  |
| 40.901 | Ortigosa del Monte                  | 15                | 377                                  | 25                 |
| 40.151 | Ortigosa de Pestaño                 | 8                 | 84                                   | 11                 |
| 40.152 | Otero de Herreros                   | 44                | 838                                  | 19                 |
| 40.154 | Pajarejos                           | 8                 | 42                                   | 5                  |
| 40.155 | Palazuelos de Eresma                | 37                | 1727                                 | 47                 |
| 40.156 | Pedraza                             | 32                | 458                                  | 14                 |
| 40.157 | Pelayos del Arroyo                  | 12                | 41                                   | 3                  |
| 40.158 | Perosillo                           | 11                | 28                                   | 3                  |
| 40.159 | Pinarejos                           | 30                | 191                                  | 6                  |
| 40.160 | Pinarnegrillo                       | 20                | 169                                  | 8                  |
| 40.161 | Pradales                            | 26                | 69                                   | 3                  |
| 40.162 | Prádena                             | 46                | 548                                  | 12                 |
| 40.163 | Puebla de Pedraza                   | 18                | 85                                   | 5                  |
| 40.164 | Rapariegos                          | 25                | 254                                  | 10                 |
| 40.181 | Real Sitio de San Ildefonso         | 145               | 5093                                 | 35                 |
| 40.165 | Rebollo                             | 14                | 118                                  | 8                  |
| 40.166 | Remondo                             | 9                 | 344                                  | 38                 |
| 40.168 | Riaguas de San Bartolomé            | 12                | 90                                   | 8                  |
| 40.170 | Riaza                               | 150               | 1898                                 | 13                 |
| 40.171 | Ribota                              | 22                | 35                                   | 2                  |
| 40.172 | Riofrío de Riaza                    | 27                | 59                                   | 2                  |
| 40.173 | Roda de Eresma                      | 10                | 106                                  | 11                 |
| 40.174 | Sacramenia                          | 45                | 533                                  | 12                 |
| 40.176 | Samboal                             | 48                | 576                                  | 12                 |
| 40.179 | Sanchonuño                          | 29                | 797                                  | 27                 |
| 40.177 | San Cristóbal de Cuéllar            | 15                | 209                                  | 14                 |
| 40.178 | San Cristóbal de la Vega            | 15                | 158                                  | 11                 |
| 40.906 | San Cristóbal de Segovia            | 6                 | 1766                                 | 294                |
| 40.180 | Sangarcía                           | 37                | 465                                  | 13                 |
| 40.182 | San Martín y Mudrián                | 43                | 274                                  | 6                  |
| 40.183 | San Miguel de Bernuy                | 18                | 179                                  | 10                 |
| 40.184 | San Pedro de Gaíllos                | 26                | 337                                  | 13                 |
| 40.185 | Santa María la Real de Nieva        | 180               | 1340                                 | 7                  |
| 40.186 | Santa Marta del Cerro               | 15                | 53                                   | 4                  |
| 40.188 | Santiuste de Pedraza                | 29                | 95                                   | 3                  |
| 40.189 | Santiuste de San Juan Bautista      | 46                | 766                                  | 17                 |
| 40.190 | Santo Domingo de Pirón              | 28                | 66                                   | 2                  |
| 40.191 | Santo Tomé del Puerto               | 57                | 321                                  | 6                  |
| 40.192 | Sauquillo de Cabezas                | 20                | 242                                  | 12                 |
| 40.193 | Sebúlcor                            | 28                | 273                                  | 10                 |
| 40.194 | Segovia                             | 164               | 54.368                               | 332                |
| 40.195 | Sepúlveda                           | 124               | 1293                                 | 10                 |
| 40.196 | Sequera de Fresno                   | 13                | 56                                   | 4                  |
| 40.198 | Sotillo                             | 20                | 39                                   | 2                  |
| 40.199 | Sotosalbos                          | 24                | 131                                  | 5                  |
| 40.200 | Tabanera la Luenga                  | 13                | 65                                   | 5                  |
| 40.201 | Tolocirio                           | 9                 | 59                                   | 7                  |
| 40.202 | Torreadrada                         | 33                | 121                                  | 4                  |
| 40.203 | Torrecaballeros                     | 42                | 593                                  | 14                 |
| 40.204 | Torrecilla del Pinar                | 20                | 288                                  | 14                 |
| 40.205 | Torreiglesias                       | 55                | 382                                  | 7                  |
| 40.206 | Torre Val de San Pedro              | 44                | 189                                  | 4                  |
| 40.207 | Trescasas                           | 33                | 448                                  | 14                 |
| 40.208 | Turégano                            | 71                | 1096                                 | 15                 |
| 40.210 | Urueñas                             | 33                | 111                                  | 3                  |
| 40.211 | Valdeprados                         | 19                | 56                                   | 3                  |
| 40.212 | Valdevacas de Montejo               | 18                | 31                                   | 2                  |
| 40.213 | Valdevacas y Guijar                 | 18                | 142                                  | 8                  |
| 40.218 | Valle de Tabladillo                 | 17                | 153                                  | 9                  |
| 40.219 | Vallelado                           | 37                | 844                                  | 23                 |
| 40.220 | Valleruela de Pedraza               | 10                | 64                                   | 6                  |
| 40.221 | Valleruela de Sepúlveda             | 16                | 71                                   | 4                  |
| 40.214 | Valseca                             | 23                | 277                                  | 12                 |
| 40.215 | Valtiendas                          | 39                | 171                                  | 4                  |
| 40.216 | Valverde del Majano                 | 31                | 521                                  | 17                 |
| 40.222 | Veganzones                          | 22                | 301                                  | 14                 |
| 40.223 | Vegas de Matute                     | 22                | 243                                  | 11                 |
| 40.224 | Ventosilla y Tejadilla              | 6                 | 39                                   | 7                  |
| 40.225 | Villacastín                         | 110               | 1553                                 | 14                 |
| 40.228 | Villaverde de Íscar                 | 28                | 704                                  | 25                 |
| 40.229 | Villaverde de Montejo               | 25                | 56                                   | 2                  |
| 40.230 | Villeguillo                         | 17                | 132                                  | 8                  |
| 40.231 | Yanguas de Eresma                   | 24                | 191                                  | 8                  |
| 40.233 | Zarzuela del Monte                  | 28                | 547                                  | 20                 |
| 40.234 | Zarzuela del Pinar                  | 18                | 573                                  | 32                 |